# 조선여성동우회
조선여성동우회(朝鮮女性同友會)는 1925년에 결성된 일제강점기 한국의 사회주의, 공산주의, 아나키스트 여성들이 만든 사회주의, 공산주의, 아나키즘 성향의 여성운동 단체이다. 허정숙, 주세죽, 박원희, 정칠성, 황신덕 등의 주도로 결성되었다. 1927년 근우회에 흡수되었다.

## 구성
조선여성동우회는 박원희, 정종명, 김필애가 주동이 되어 설립된 단체로 박원희(朴元熙)·정종명·김필애(金弼愛)·정칠성(丁七星)·김현제(金賢濟)·홍순경(洪順卿)·오수덕(吳壽德)·고원섭(高遠涉)·우봉운(禹鳳雲)·지정신(池貞信)·주세죽(朱世竹)·김성삼(金聖三)·허정숙(許貞淑)·이춘수(李春壽) 등이 1924년 5월 4일 발기하여, 1924년 5월 10일 창립총회를 개최하였다.

## 배경
조선여성동우회는 1924년 5월 창립된 한국 최초의 사회주의 여성단체로 20년대부터 들어온 사회주의의 영향을 받고, 경성고무·인천정미소 여성노동자 파업 등 대중운동의 고양에 힘입어 주세죽(朱世竹)·정칠성(丁七星)·허정숙(許貞淑)·정종명(鄭鍾鳴)·박원희(朴元熙) 등을 중심으로 하여 조직되었다.
조선여성동우회는 무산계급의식을 고취하는 강연회를 개최하는 등 활발한 활동으 전개하였지만 1925년 사회주의계의 파벌분쟁과 연결되어 경성여자청년동맹과 경성여자청년회로 분파되어 활동이 미진하여졌다.
1926년 민족유일당운동이 추진되는 가운데 동경유학생 황신덕(黃信德)·이현경(李賢卿)·정칠성 등이 귀국하여, 여성동우회를 중심으로 사회주의여성운동을 통합하여 활성화되어 갔다. 그 뒤 1927년 여성단일단체인 근우회(槿友會)가 조직되자, 이를 중심으로 사회주의여성운동을 전개하여 나갔다.
특히 이들은 여성문제의 근원이 사회현상의 기초인 경제조직의 불합리에 있다고 보고, 여성해방은 무산계급 해방이 전제되어야 하며, 여성운동의 목표는 여성의 독립과 자유확보·모성보호·남녀동등의 사회제도 실현이라고 주장함으로써, 그때까지 주로 기독교계 여성들에 의한 교육계몽활동에 머물렀던 여성운동을 사회운동의 차원으로 끌어올렸으며, 여성문제 강연회·출판사업 등 계몽활동과 회원교양사업에 주력했다. 1927년 근우회(槿友會)가 결성됨으로써 해체되었다.

## 같이 보기
- 신간회
- 근우회
- 삼월회
- 조선공산당

## 참고 자료
- 「혁명가들의 항일 회상」, 사회주의에 입문하다, 김학준 저, 민음사(2005년, 61~85p)
- 「한국사 천자문」, 새로운 사상, 민족 해방과 계급, 한정주 저, 포럼(2007년, 199~121p)